# Ejareh-Neshinha
Pour plus de détails, voir Fiche technique et Distribution.
Ejareh-Neshinha (en persan : اجاره نشین ها), ou Les Locataires, est un film iranien réalisé par Dariush Mehrjui en 1986.

## Synopsis
Un immeuble résidentiel dont le ou les propriétaires sont inconnus, est habité par un nombre de locataires. Depuis longtemps aucune rénovation n’a été faite dans les appartements et il est vraiment temps de le faire. Mais la négligence de l’agent immobilier, Abbas Agha, qui a l’intention d’en prendre possession, retarde les travaux à tel point qu’un beau jour l’immeuble finit par s’effondrer sur la tête des locataires et tombe en mille morceaux.

## Fiche technique
- Titre original : Ejareh-Neshinha
- Titre français : Les Locataires
- Réalisation : Dariush Mehrjui
- Genre : Comédie
- Durée : 130 minutes
- Pays :  Iran
- Année de production : 1986

## Distribution
- Ezzatollah Entezami : Abbas Agha
- Akbar Abdi: Agha-ye Ghandi
- Hamideh Kheirabadi: La mère d’Abbas Agha
- Hossein Sarshar: Agha-ye Saadi
- Reza Roygari: Mohandes
- Iraj Rad: Agha-ye Tavassoli
- Siavash Tahmoores: Gholam
- Farimah Farjdami: Khanoom Mohandes
- Manuchehr Hamedi: Bagheri
- Ferdos Kaviani: Mash Mehdi
- Manizheh Salimi: Khanoom Tavassoli

## Nominations
- 1986: Nommé à la Tabelette d’Or du jury du Festival du Film Fajr.
- 1986: Nommé au Simorgh de cristal du meilleur rôle principal masculin du Festival du Film Fajr.
- 1986: Nommé au Simorgh de cristal de la meilleure édition du Festival du Film Fajr.
- 1986: Nommé au Simorgh de cristal du  meilleur tournage du Festival du Film Fajr.ilm Fajr.
- 1986: Nommé au Simorgh de cristal de la meilleure mise en scène du Festival du Film Fajr.
- 1986: Nommé au Simorgh de cristal du meilleur scénario du Festival du Film Fajr.